# پیچ‌گوشتی (فیلم ۲۰۱۸)
پیچ‌گوشتی (به انگلیسی: Screwdriver) فیلمی به کارگردانی بسام جرباوی محصول سال ۲۰۱۸ است.

## داستان
پس از ۱۵ سال حبس، زیاد برای سازگار شدن با زندگی مدرن در فلسطین در تقلاست؛ جایی که مردم برای او به عنوان یک قهرمان احترام زیادی قائل‌اند. زیاد در حالتی که تشخیص واقعیت از خیال در آن امکان‌پذیر نیست، سعی می‌کند به زمانی برگردد که همه ماجرا از آن‌جا شروع شده…

## جشنواره جهانی فیلم فجر
این فیلم در بخش جلوه‌گاه شرق سی و هفتمین جشنواره جهانی فیلم فجر حضور داشت. این جشنواره از ۲۹ فروردین تا ۶ اردیبهشت ۱۳۹۸ در شهر تهران برگزار شد.